# Jabbawockeez

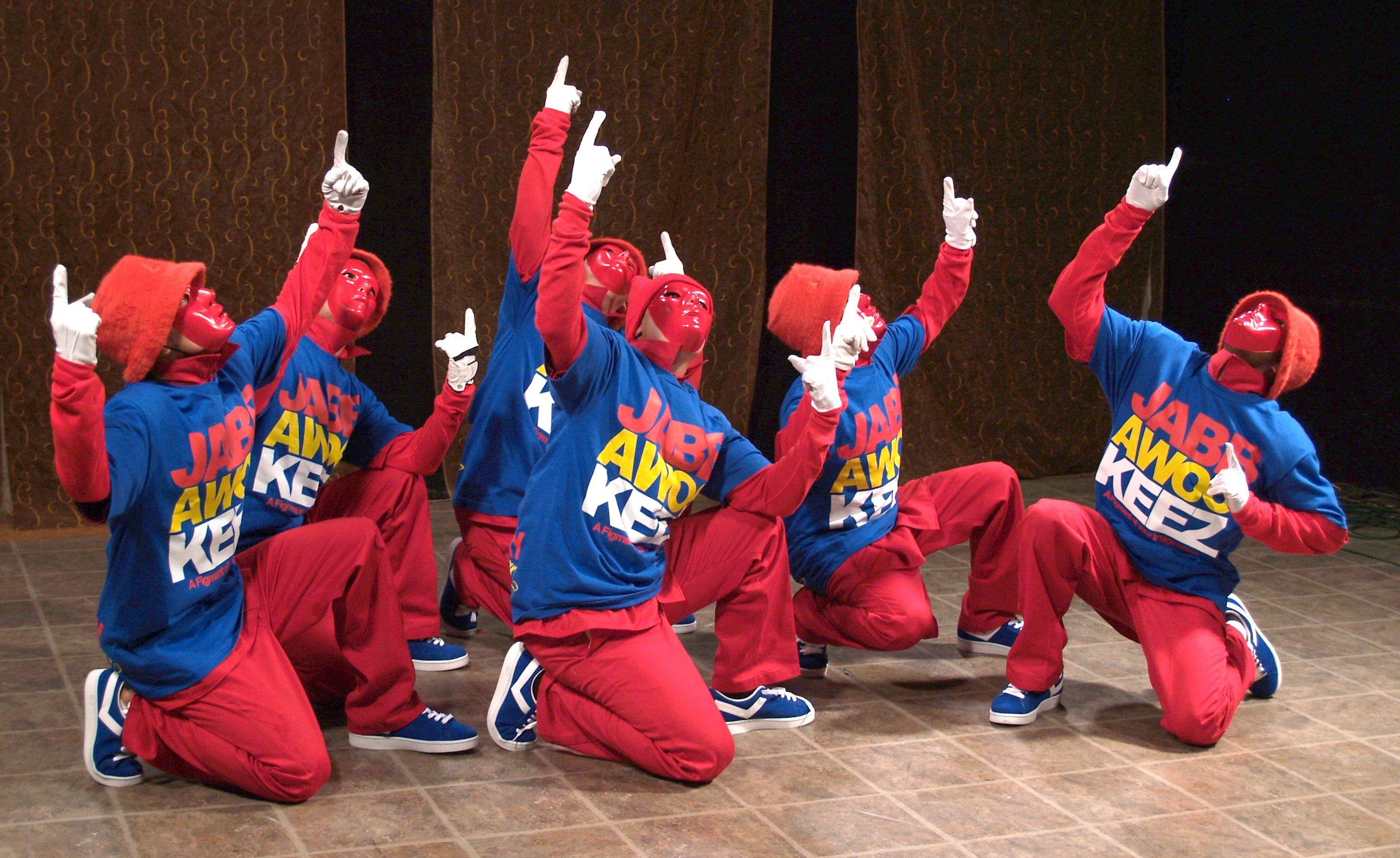
Jabbawockeez

Jabbawockeez je taneční freestylová skupina ze San Diega. Vznikla v roce 2001 a aktuálně se skládá z 7 tanečníků. Patří mezi ně Kevin "Kb" Brewer, Joe "Punkee" Larot, Jeff "Phi" Nguyen, Rynan "Kid Rainen" Paguio, Gavin "gavin2raw/spideyofsac Pecson, Kris "Jujubeatz" Mangonon, a TJ "true justice" Lewis. 
Proslavili se především vítězstvím v MTV televizní soutěži America's Best Dance Crew, kde vyhráli 150 000 dolarů a nyní mají turné po Spojených státech amerických.[kdy?] Název skupiny je inspirován básní Jabberwocky (Lewis Carroll). Pro Jabbawockeez jsou charakteristické bílé masky a jednotné oblečení (založili i vlastní značku JBWKZ), synchronizované pohyby a propracovaná choreografie.